# Survivor (album)
A 2001-es Survivor a Destiny’s Child harmadik nagylemeze. Az album mellé öt kislemez jelent meg, ebből kettő (Bootylicious és Independent Women Part 1) lett listavezető.
Amerikában az album a Billboard 200 élére került, az első héten 663 ezer példányban kelt el. Két hétig vezette a listát. Három Grammy-re jelölték: legjobb R&B duó vagy csapatteljesítmény, legjobb R&B dal, legjobb R&B album. A lemez négyszeres platina minősítést kapott 2002. január 7-én.
Szerepel az 1001 lemez, amit hallanod kell, mielőtt meghalsz című könyvben.

## Az album dalai
|     | Cím                        | Hossz |
| --- | -------------------------- | ----- |
| 1.  | Independent Women Part I   | 3:42  |
| 2.  | Survivor                   | 4:14  |
| 3.  | Bootylicious               | 3:28  |
| 4.  | Nasty Girl                 | 4:18  |
| 5.  | Fancy                      | 4:13  |
| 6.  | Apple Pie à la Mode        | 2:59  |
| 7.  | Sexy Daddy                 | 4:07  |
| 8.  | Independent Women Part III | 3:46  |
| 9.  | Happy Face                 | 4:20  |
| 10. | Emotion                    | 3:56  |
| 11. | Dangerously in Love        | 4:53  |
| 12. | Brown Eyes                 | 4:49  |
| 13. | The Story of Beauty        | 3:32  |
| 14. | Gospel Medley              | 3:25  |
| 15. | Outro (DC-3) Thank You     | 4:03  |

## Közreműködők
| - Mark J. Feist – producer, hangmérnök, programozás - Tony Maserati – keverés - Vladimir Meller – mastering - Dave Pensado – keverés - Nunzio Signore – gitár - Richard Travali – keverés - D'Wayne Wiggins – gitár, producer - Richard J. Davis – produkciós koordinátor - James Hoover – hangmérnök, vokális hangmérnök - Walter Afanasieff – basszusgitár, programozás, dob programozása, hangszerelés, producer, billentyűk - Tom Coyne – mastering - Poke – producer - Corey Rooney – producer - Jim Caruana – hangmérnök - Dexter Simmons – keverés - Poke & Tone – producer - Brian Springer – hangmérnök, vokális hangmérnök - Flip Osman – hangmérnökasszisztens, asszisztens - Jill Topol – stylist - Destiny's Child – előadó - Nick Thomas – keverés - Dan Workman – gitár, keverés, vokális hangmérnök, hangmérnök - Damon Elliott – producer, hangmérnök - Troy Gonzalez – hangmérnök - Anthony Dent – producer, hangmérnök - Rob Fusari – producer - Beyoncé Knowles – ének, dalszerző, producer, vokális hangszerelés - Kelly Rowland – ének, dalszerző | - Michelle Williams – ének, dalszerző - Farrah Franklin – ének (a nemzetközi kiadáson) - Michael McCoy – hangmérnökasszisztens - Wassim Zreik – asszisztens - Mathew Knowles – producer, executive producer - Tina Knowles – stylist - Orlando Calzada – hangmérnök - Michael Conrader – hangmérnök - Dave Way – keverés - Marla Weinhoff – stylist - Greg Bieck – billentyűk, digitális programozás, dob programozása, hangmérnök, programozás - Pete Krawiec – hangmérnökasszisztens - Kent Huffnagle – hangmérnök - Ramon Morales – hangmérnök - Falonte Moore – producer - K-Fam – producer - Errol McCalla – programozás, producer - Bill Lee – producer - Woody Pornpitaksuk – szerző - Eric Seats – különböző hangszerek - Robert Conley – programozás - Terry T. – hangmérnök - Thom Cadley – keverés - David Donaldson – billentyűk, vokális hangmérnök - Calvin Gaines – producer - David Gleeson – hangmérnök |

## Fordítás
Ez a szócikk részben vagy egészben a Survivor (Destiny's Child album) című angol Wikipédia-szócikk ezen változatának fordításán alapul.  Az eredeti cikk szerkesztőit annak laptörténete sorolja fel. Ez a jelzés csupán a megfogalmazás eredetét és a szerzői jogokat jelzi, nem szolgál a cikkben szereplő információk forrásmegjelöléseként.